# Mezzanego
Mezzanego est une commune italienne de la ville métropolitaine de Gênes dans la région Ligurie en Italie.

## Administration
| Période                                  | Période | Identité | Étiquette | Qualité |
| ---------------------------------------- | ------- | -------- | --------- | ------- |
|                                          |         |          |           |         |
| Les données manquantes sont à compléter. |         |          |           |         |

### Hameaux
Borgonovo Ligure, Campovecchio, Case Zatta, Corerallo, Isola di Borgonovo, Mezzanego alto, Passo del Bocco, Pontegiacomo, Porciletto, Prati, San Siro Foce, Semovigo, Vignolo

### Communes limitrophes
Borzonasca, Carasco, Ne, San Colombano Certénoli, Tornolo.